# Aeroportul Likoma
Aeroportul Likoma (IATA: LIX, ICAO: FWLK) este un aeroport din Regiunea Northern, Malawi ce deservește zona Likoma (oraș).
Situat la o altitudine de 497 m, aeroportul dispune de o singură pistă.